# 롭 곤틀릿
로버트 더글러스 "롭" 곤틀릿(영어: Robert Douglas "Rob" Gauntlett, 1987년 5월 10일 ~ 2009년 1월 9일)은 영국의 모험가, 탐험가이자 동기 부여 연설가이다.
롭 곤틀릿은 웨스트서식스주 펫워스(Petworth)에서 성장했고 크리스트 호스피털(Christ's Hospital)을 졸업했다. 졸업 이후에 그는 학교 동창인 리처드 리번(Richard Lebon)과 함께 스페인 빌바오에서 터키 이스탄불까지 자전거로 이동했다. 2006년 5월 17일에는 서머싯주 출신의 등반가이자 친구였던 제임스 후퍼(James Hooper)와 함께 에베레스트 산에 등반하면서 영국 최연소 에베레스트 산 등반자가 되었다.
2007년 4월 8일과 2008년 10월 9일에는 35,200km에 달하는 자북극, 자남극 탐험에 나섰다. 미국 뉴욕, 파나마 파나마시티, 에콰도르 과야킬, 칠레 푼타아레나스를 횡단하는 탐험 과정에서는 기후 변화에 대한 경각심을 일깨우기 위해 스키, 개썰매, 요트, 자전거 등 인력과 자연의 힘으로만 이동했다.
2008년 11월에는 미국 내셔널 지오그래픽 협회가 주관한 올해의 탐험가로 선정되었다. 2009년 1월 9일 프랑스 샤모니에서 동료들과 함께 알프스산맥 빙벽 등반에 나서던 도중에 일어난 사고로 인해 사망했다.
롭 곤틀릿과 제임스 후퍼의 이야기는 대한민국의 텔레비전 방송 채널 MBC 에브리원의 《어서와~ 한국은 처음이지?》에서 언급된 바 있다.